# Araneus nigricaudus
Araneus nigricaudus este o specie de păianjeni din genul Araneus, familia Araneidae, descrisă de Simon, 1897.
Este endemică în Vietnam. Conform Catalogue of Life specia Araneus nigricaudus nu are subspecii cunoscute.